# Lil Durk
Durk Devontay Banks (Chicago, 19 de outubro de 1992), mais conhecido como Lil Durk, é um rapper, cantor e compositor americano. Ele é o fundador e membro principal da gravadora Only the Family (OTF). Durk conquistou um culto de fãs com sua série de mixtapes Signed to the Streets (2013–2014), o levando a assinar um contrato com a Def Jam Recordings. A gravadora would lançou seus álbuns de estúdio de estréia,  Remember My Name (2015) e Lil Durk 2X (2016), antes de abandonarem o artista em 2018. Em Abril de 2020, Durk fez sua primeira aparição na Billboard Hot 100 com o single "Viral Moment" de seu quinto álbum de estúdio, Just Cause Y'all Waited 2 (2020). O sucesso comercial de Lil Durk continuou com singles como "Headed Goat" (com Polo G e Lil Baby), "Backdoor", e "The Voice"; sua participação especial no single de 2020 de Drake, "Laugh Now Cry Later" e a canção de Pooh Shiesty, "Back in Blood", bem como seus LPs, The Voice (2020) e seu álbum colaborativo com Lil Baby, The Voice of the Heroes (2021) — que se tornou seu primeiro álbum a estrear no topo da Billboard 200. Ele alcançou a fama desde que se tornou uma das figuras mais proeminentes na cena do trap até hoje.

## Discografia

### Álbuns de estúdio
- Remember My Name (2015)
- Lil Durk 2X (2016)
- Signed to the Streets 3 (2018)
- Love Songs 4 the Streets 2 (2019)
- Just Cause Y'all Waited 2 (2020)
- The Voice (2020)
- 7220 (2022)
- Almost Healed (2023)
- Deep Thoughts (2025)[3]

### Álbuns colaborativos
- The Voice of the Heroes (com Lil Baby) (2021)